# Луопасъярви
Лу́опасъя́рви (фин. Luopasjärvi) — озеро на территории Лоймольского сельского поселения Суоярвского района Республики Карелия.

## Общие сведения
Площадь озера — 0,5 км², площадь водосборного бассейна — 16,7 км². Располагается на высоте 100,0 метров над уровнем моря.
Форма озера продолговатая: вытянуто с севера на юг. Берега каменисто-песчаные, местами заболоченные.
С севера в озеро впадают два безымянных ручья, берущие воды из озёр Хясянлампи (фин. Häsänlampi) и Иля-Луопаярви  (фин. Ylä Luopajärvi).
С юго-восточной стороны озера вытекает ручей Луопасоя (фин. Luopasoja), впадающий в озеро Кютсинъярви (фин. Kytsinjärvi), откуда втекает река Кютсиноя (фин. Kytsinoja), втекающая в озеро Сюскюярви.
Населённые пункты возле озера отсутствуют. Ближайший — посёлок Леппясюрья — расположен в 9 км к ЗСЗ от озера.
Код объекта в государственном водном реестре — 01040300211102000013674.